# Муза смерти
«Муза смерти» (также известен как «Тайна седьмой музы» или «Муза», англ. Muse) — англоязычный испанский художественный фильм 2017 года, сверхъестественный триллер Жауме Балагеро по мотивам романа Хосе Карлоса Сомоса «Дама номер тринадцать» (исп. La dama número trece) (2003). Премьера фильма состоялась на кинофестивале в Ситжесе в октябре 2017 года. В прокат в Испании фильм вышел 1 декабря 2017 года, в России 10 мая 2018 года.
Фильм снимался в Испании, Бельгии и Ирландии.

## Сюжет
Профессор литературы в университете Самуэль Соломон заводит роман со студенткой Беатрис, которая после более чем года знакомства и тайных встреч кончает с собой у него в ванной, вскрыв вены. Не в силах оправиться от произошедшего, Соломон оставляет университет. Проходит год. Соломон начинает видеть повторяющийся сон о том, как убивают женщину. Через несколько дней в новостях сообщают об убитой итальянке по имени Лидия, в которой Соломон узнаёт женщину из его сна. Пробравшись в дом, где была убита Лидия, Соломон встречает девушку, которую также мучили сны об убийстве. Они находят в доме аквариум, из которого Соломон достает предмет в форме яйца с надписью по кругу. К дому прибывает полиция, и во время побега из дома Соломон и девушка теряют друг друга. Предмет остаётся у девушки.
Соломон, также нашедший в доме фотографию с изображением нескольких мужчин и подписью «Белое кольцо. 1968», обращается за помощью к своей подруге по университету Сюзан. Та выясняет, что «Белым кругом» называлось литературное общество из нескольких человек, которые пытались изучать муз — семь потусторонних существ, имеющих женское обличье и дающих вдохновение поэтам. Со временем все участники общества погибли, кроме Раухена, который пропал без вести. Между тем, в доме Соломона появляется девочка, которую он видел во сне во время убийства Лидии. Она говорит ему, что до полуночи завтрашнего дня он должен отдать им «имаго» и бросает ему под ноги убитого ею домашнего кота Соломона. Чувствуя сверхъестественную силу девочки, Соломон понимает, что напрямую столкнулся с миром муз.
Соломону удаётся найти уже пожилого Раухена, который сообщает ему, что если музы вышли на его след, остаётся только сделать так, как они говорят, иначе человека ждёт смерть. Давая поэтам вдохновение, музы при этом убивают всех, кого человек любит. Соломон понимает, что Лидия была одной из муз («той, которая прорицает»), и её убили остальные музы. Соломон отправляется на поиски девушки, у которой осталось яйцо-«имаго».
Параллельно становится известно, что эта девушка — мигрантка из Молдовы по имени Рейчел, живущая с маленьким сыном. Она вынуждена работать в стриптиз-клубе, потому что её паспорт держит у себя Додди из клуба, требуя выкуп. В один из дней Рейчел выкрадывает паспорт и собирается уехать с сыном, но в это время приходит Додди. Он нападает на Рейчел, и та убивает его отвёрткой. В это время появляется Соломон, который увозит Рейчел с сыном из их квартиры и поселяет в гостинице. Он рассказывает Рейчел о произошедшем и берёт у неё яйцо, чтобы отдать музам. На встречу приходит Жаклин — «та, которая призывает». Она ломает яйцо в руках, говоря, что Соломон пытался обмануть их, потому что это не имаго, а лишь оболочка от него. Тем временем к Рейчел под видом умершей Лидии приходит «та, которая лжёт», и забирает сына Рейчел. Вернувшись, Соломон обвиняет Рейчел в обмане, и та признаётся ему, что сама является одной из муз — «той, которая вызывает страсть». Когда-то остальные музы, неспособные любить, лишили ее волшебной силы за то, что она ослушалась и родила ребёнка. Лидия пожалела Рейчел и нашла её имаго, за что была убита остальными. В имаго Рейчел, небольшой фигурке, заключено её бессмертие. Чтобы уничтожить всех муз, надо найти «ту, которая прячется», но никто не знает, где она.
Соломон и Рейчел едут к Раухену, однако он уже умирает после пыток музы, «которая наказывает». На столе Раухена Соломон находит письмо от Лидии с адресом заброшенной больницы и номером палаты. Соломон и Рейчел едут туда и, открыв шкафчик ключом, оставленным Лидией, Соломон видит зеркало. Рейчел говорит ему, что Лидия тем самым знала, что «та, которая прячется», спряталась в самом Соломоне, и это его бывшая возлюбленная Беатрис. Рейчел удаётся заставить Беатрис выйти наружу. Соломон должен убить её, но он медлит, понимая, что со смертью всех муз погибнет и Рейчел. Появляются четыре остальные музы и ребёнок, которого они грозят убить, если Соломон не отдаст им имаго Рейчел. Та просит Соломона позаботиться о её сыне. Он убивает Беатрис, музы умирают. В эпилоге Соломон пишет книгу о произошедшем. Сын Рейчел живёт у него.

## В ролях
- Эллиот Коуэн — Самуэль Соломон
- Франка Потенте — Сюзан
- Ана Улару — Рейчел (Та, которая соблазняет)
- Леонор Уотлинг — Лидия Гаретти (та, которая прорицает)
- Кристофер Ллойд — Бернард Раухен
- Джоанн Уолли — Жаклин (та, которая заворожит)
- Мануэла Вельес — Беатрис (та, которая прячется)
- Стелла МакКаскер — Та, которая лжёт
- Йеннис Ченг — Та, которая наказывает
- Ив Маэр — Та, которая позовет
- Кэлли О’Коннел — Донни